# Датский корпус ХИПО
ХИПО-корпус (дат. HIPO-korpset, сокращение от немецкого Hilfspolizei) — датский корпус вспомогательной полиции, образованный гестапо в 1944 после роспуска датской полиции и ареста всех её членов, не подчинявшихся приказам Третьего рейха.

## История
19 сентября 1944 в Дании была распущена государственная полиция по причине того, что большинство её сотрудников если не состояли в Движении Сопротивления, то по крайней мере отказывались подчиняться оккупационным властям или Третьему рейху непосредственно. Всех подозреваемых бросили в концлагеря, а на месте полиции образовали датский корпус вспомогательной полиции. В корпус набирались датские коллаборационисты, которые занимались поиском и ликвидацией деятелей Сопротивления.
Структура ХИПО не отличалась от гестапо: кто-то из агентов ХИПО мог переодеваться в гражданское и работать под прикрытием. Основной униформой была полицейская форма чёрного цвета с отличительными знаками датской полиции. Информаторов в корпусе было довольно много. Существовала также полувоенная группа Лоренцена — боевое крыло корпуса, известное как отдел 9c.
Зимой 1944/1945 годов масштаб облав ХИПО был особенно крупным: полицаи пытали и убивали любого, кого подозревали в неприятии к оккупационным властям. Чтобы подавить волю к сопротивлению, полицаи поджигали дома, устраивали провокации и громили заводы. Несколько раз полиция устраивала погромы прямо в парке Тиволи.
После войны члены корпуса были осуждены за сотрудничество с нацистами: под суд попали от 200 до 300 человек, из них около дюжины были расстреляны или повешены.